# Sayed Ahmad Shah Sadaat
Sayed Ahmad Shah Sadaat (* 3. Januar 1971 in Dschalalabad) ist ein ehemaliger afghanischer Politiker und war von 2016 bis 2018 afghanischer Minister für Kommunikations- und Informationstechnologie unter Staatspräsident Aschraf Ghani.
Sadaat wuchs im Dorf Qala Shahi nördlich der Großstadt Dschalalabad unweit der Grenze zu Pakistan auf. 1988 floh er mit seinen Eltern vor dem afghanisch-sowjetischen Krieg nach Großbritannien. Sadaat hält zwei Master-Abschlüsse in IT- und Kommunikationstechnik von der University of Oxford und besitzt neben der afghanischen auch die britische Staatsbürgerschaft. Er spezialisierte sich auf die Arbeit an SIM-Karten und arbeitete für die Telekommunikationsfirmen Swisscom in Lausanne, für Telecom Italia in Mailand und Motorola in Großbritannien.
Unter seiner Ägide als Minister wurden rund 45.000 Festnetzanschlüsse geschaffen und rund 10 Millionen Afghanen an das Mobilfunknetz angeschlossen. Nachdem er diese Funktion für zwei Jahre ausgeführt hatte, gab Sadaat seinen Posten im Jahr 2018 vorzeitig auf. Grund dafür waren interne Meinungsverschiedenheiten über die Verwendung von Geldern. Eigenen Angaben zufolge wehrte er sich dagegen, Geld illegal abzuzweigen. Deshalb habe man ihn aus dem Amt gedrängt.
Im Dezember 2020 floh er allein nach Deutschland und versuchte, seine Frau und sein Kind in Afghanistan zu schützen, indem er ihren genauen Aufenthaltsort geheim hielt. Er suchte in Leipzig eine neue Anstellung im IT- und Kommunikationssektor, arbeite aber aufgrund fehlender Deutschkenntnisse zunächst als Fahrradkurier für den Essenslieferdienst Lieferando und als Paketsortierer für Amazon am Flughafen Leipzig/Halle. Ende 2021 fand er eine Anstellung bei einer Firma in Großlehna, wo er zunächst Anlagenführer in der Produktion von Schutzmasken war und wo er ab Januar 2022 wieder als IT-Spezialist in einem Projekt zur Messung der Netzabdeckung im ländlichen Raum arbeiten sollte. Als Teil seiner Bezahlung sollte er 10 % der Firmenanteile erhalten. Ende 2022 zog er mit seinem Sohn und seiner erneut schwangeren Frau vom Großraum Leipzig nach München um, um dort für einen Automobilkonzern zu arbeiten. Sadaat gibt an, dass sein Bruder 2013 in Afghanistan entführt wurde und seitdem verschwunden ist und dass seine gesamte übrige Familie inklusive Mutter, weiteren Geschwistern und Cousins inzwischen im Ausland lebt.
Seine für einen ehemaligen Spitzenpolitiker ungewöhnliche Lebenssituation als Lieferdienstfahrer erzeugte Interesse, nachdem die Taliban zwischen Mai und August 2021 nach dem weitestgehenden Abzug der internationalen Truppen Afghanistan handstreichartig und ohne wirksamen Widerstand eroberten. Seit der Medienberichterstattung wurde er vielfach als Teilnehmer an Diskussionsveranstaltungen, auch mit hochrangigen europäischen Politikern, und als Vortragsredner eingeladen. Von Februar bis Juni 2023 stellte das Stadtgeschichtliche Museum Leipzig Sadaats Jacke und Rucksack vom Lieferdienst im Eingangsbereich Neu im Museum aus.